# Philippe Couplet
Pour les articles homonymes, voir Couplet.
Compléments
Grand admirateur de Confucius, Couplet fit connaitre sa philosophie en Europe
Philippe Couplet (nom chinois : 柏应理，Bai Yingli), né à Malines (Belgique) le 31 mai 1623 et mort en mer, près de Goa (Inde), le 16 mai 1693, était un prêtre jésuite brabançon, missionnaire en Chine, linguiste, historien et philosophe.

## Biographie

### Premières années
Couplet entre dans la Compagnie de Jésus en 1640 et fait son noviciat à Bruxelles. Il se porte volontaire pour la mission du Mexique. Il est envoyé cependant auprès des indigènes d’Amérique du Sud. Arrivé à Cadix (Espagne) en 1647 pour entreprendre le voyage outre-mer la permission de partir pour les colonies espagnoles lui est retirée en dernière minute (ainsi qu’à ses compagnons « belges »). Il rentre dans son pays où il enseigne durant six ans. Il y est ordonné prêtre le 25 novembre 1654, à Bruxelles.

### Missions en Chine

#### Premier voyage
Peu avant son ordination sacerdotale, Couplet assiste à une conférence sur la Chine donnée par Martino Martini, missionnaire et cartographe italien, de passage à Louvain (1654). Cela ranime le désir de partir en mission, et il renouvelle sa demande, qui est accordée. En mars 1656 il est à Lisbonne pour rejoindre l’Asie. Il embarque, avec Ferdinand Verbiest, Albert Dorville et d’autres missionnaires jésuites, le 6 novembre 1656. Le blocus de Goa par les troupes hollandaises l’oblige à passer par le Bengale et le Siam, avant d'arriver à Macao en juin 1658.

#### En Chine
Couplet accomplit du travail missionnaire dans la région de Jiangnan, mais les temps sont difficiles pour les chrétiens. De plus en plus suspects aux yeux des autorités, du fait que l’Église interdit certaines pratiques rituelles ancestrales, considérées comme païennes, les missionnaires subissent des persécutions à partir de 1665. Couplet doit se réfugier à Canton. D’intenses discussions ont lieu entre les missionnaires sur la meilleure attitude à adopter. Couplet est envoyé à Rome comme « procureur » de la mission de Chine à la Congrégation des procureurs de 1681, avec comme mandat particulier d’obtenir du pape que, en Chine, la langue locale puisse être utilisée dans la liturgie.

#### Retour en Europe
- Il est accompagné dans son voyage vers l'Europe par un jeune converti, Shen Fuzong : c'est un des premiers Chinois à visiter l’Europe. Il suscite la curiosité à Oxford, où on lui pose de nombreuses questions sur la culture et les langues chinoises. L’audience à Versailles est particulièrement fructueuse. À la suite de l’entrevue qu’il a avec Couplet et son ami chinois, Louis XIV décide d’établir une présence française en Chine : il y envoie six jésuites.
- À Rome Alexandre VII lui déclare : « Avec vous, Couplet, c'est toujours le même refrain ! » Mais il lui promet de considérer avec beaucoup de bienveillance sa pétition en faveur du chinois dans la liturgie. De Couplet le pape reçoit une belle collection de livres chrétiens en chinois, dont une traduction déjà prête du missel romain.

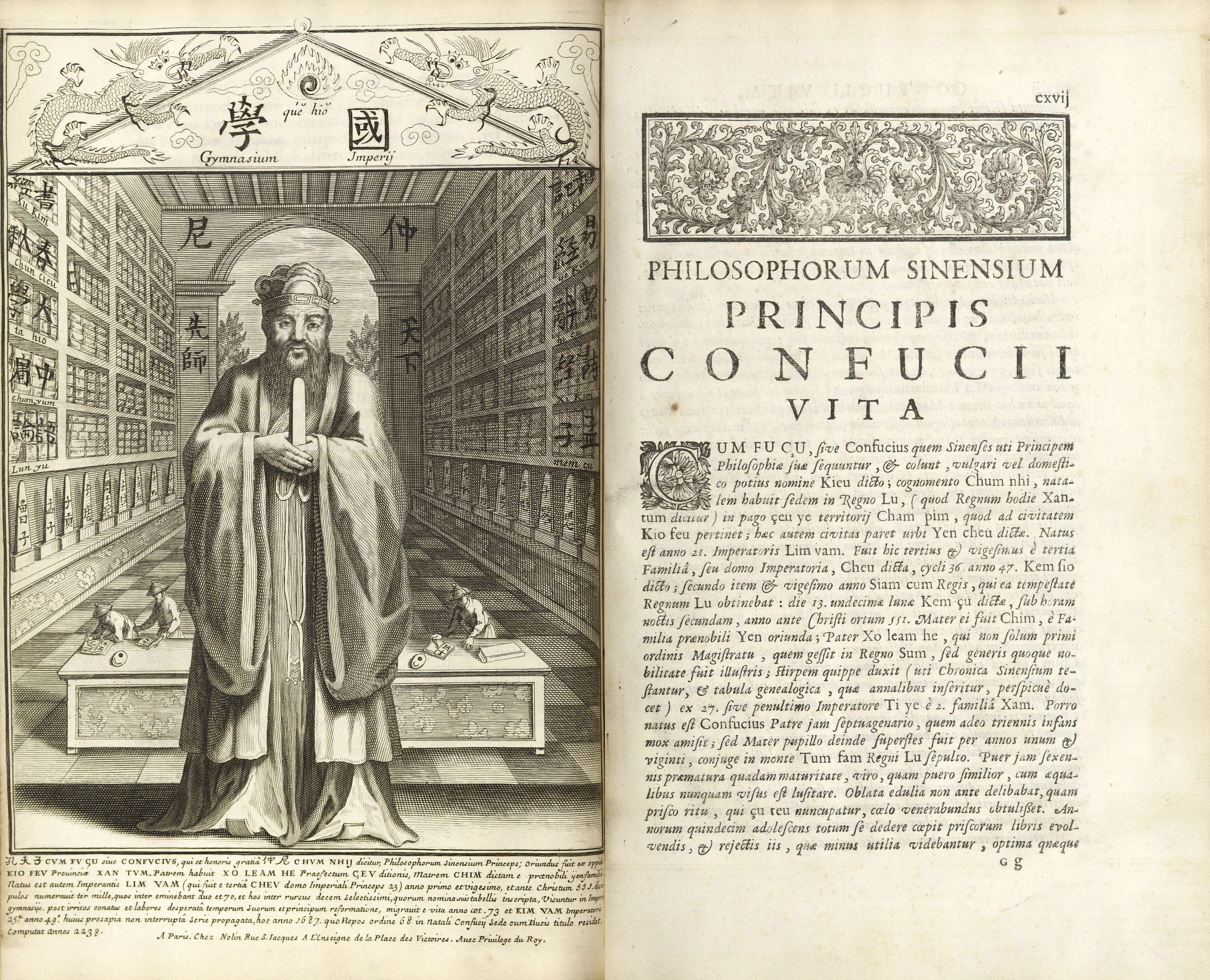
Frontispice de la biographie de Confucius dans Confucius Sinarum philosophus, ouvrage auquel collabora Philippe Couplet.

- À Paris Couplet publie en 1687 le livre (dédié à Louis XIV) qui le fait connaître partout en Europe : le Confucius Sinarum philosophus[1].  Cette œuvre, fruit du travail de nombreux traducteurs jésuites, a une longue préface signée par Philippe Couplet mais en partie écrite par son ami Prospero Intorcetta. Les nombreux comptes rendus de ce livre montrent que cette préface qui traite des religions de la Chine et de la stratégie missionnaire des Jésuites attirait presque plus d'attention de la part des lecteurs que les traductions annotées de trois textes confucéens[2]. Couplet est enthousiaste : « On pourrait dire que le système éthique du philosophe Confucius est sublime. Il est en même temps simple, sensible et issu des meilleures sources de la raison naturelle. Jamais la raison humaine, ici sans appui de la Révélation divine, n’a atteint un tel niveau et une telle vigueur. » Une « Table chronologique de la monarchie chinoise », qui porte la date de 1686, est insérée à la fin du tome.

#### Second voyage en Chine
- Un conflit de juridiction entre le Padroado portugais et le Saint-Siège retarde le retour de Couplet en Chine. Ce départ est finalement possible. Le 25 mars 1692 un groupe de seize jésuites, dont Couplet, quitte Lisbonne pour la Chine. Durant le voyage il donne des cours de chinois à ses compagnons, jusqu'à ce que la maladie l’en empêche.  Il se sent cependant suffisamment bien pour refuser le débarquement au Mozambique. Au large de Goa, il est victime d’un accident : durant une violente tempête, une pièce d’amarrage se détache et le frappe à la tête. Philippe Couplet meurt le 16 mai 1693.

## Écrits
- Tabula chronologica monarchiae sinicae, 1703
- Ex libro cui titulus Confucius Sinarum philosophus, sive Scientia sinica latine exposita (Du livre intitulé Confucius, philosophe chinois, ou Exposé de la science chinoise), trad. Philippe Couplet
- Histoire d'une dame chrétienne de la Chine, ou par occasion les usages de ces peuples, l'établissement de la religion, les manieres des missionnaires, & les exercices de pieté des nouveaux Chrétiens sont expliquez, 1688
  - Historia de una gran señora, christiana de la China, llamada doña Candida, Madrid, 1691
- (avec Yunxi Xu) 一位中國奉敎太太 許母徐太夫人甘第大傳略 / Yi wei Zhongguo feng jiao tai tai : Xu mu Xu tai fu ren gan di da zhuan lüe, Shanghai, 1938